# Стопира (футболист)
Янник душ Сантуш Тавариш (порт. Ianique dos Santos Tavares; род. 20 мая 1988, Прая), более известный как Стопира (в честь бывшего французского футболиста Янника Стопиры), — кабовердейский футболист, защитник сборной Кабо-Верде.

## Карьера

### Клубная
Стопира родился в городе Прая. Во взрослом футболе дебютировал в 2006 году выступлениями за клуб «Спортинг» из родного города, в котором провёл два сезона. В 2007 и 2008 годах он выигрывал с ним чемпионат Кабо-Верде. Стопира также дважды выигрывает чемпионат области.
В 2008 году он подписал контракт с португальским клубом «Санта-Клара». Сыграв всего шесть матчей в своем первом сезоне, но в следующем сезоне он стал постоянным игроком команды, выступая с командой с Азорских островов в лиге Сегунды. Тренер Витор Перейра вселил в него уверенность и ставил его в основу на протяжении всего сезона. Стопира сыграл в общей сложности 26 матчей в чемпионате. После этих выступлений за Стопирой охотятся многие команды. Одним из которых была «Витория Гимарайнш», которая попыталась подписать футболиста, но переход сорвался.
10 июля 2010 года, после несостоявшегося трансфера в клуб «Витория Гимарайнш», Стопира подписал четырёхлетний контракт с испанским «Депортиво Фабриль», при этом 75 % его прав принадлежало IberSports. Он провёл свой единственный сезон в клубе в Сегунда Дивизион B. В конце сезона он расторг контракт с клубом.
В преддверии сезона 2011/2012 Стопира присоединился к недавно раскрученному португальскому клубу «Фейренсе», подписав контракт на один год. 20 августа 2011 года он дебютировал в высшем дивизионе Португалии, выйдя на замену в выездном игре против «Бенфики».
Летом 2012 года перешёл в венгерский «Видеотон». С клубом он выиграл два чемпионства в сезонах 2014/15 и 2017/18.

### В сборной
Стопира получил свой первый вызов в сборную Кабо-Верде в мае 2008 года, на товарищескую игру с Люксембургом и на отборочную игру ЧМ-2010 против Камеруна. Он не сыграл в первых двух отборочных матчах и только 22 июня 2008 года дебютировал за сборную в матче против Маврикия, заменив Нанду на последних минутах.
Он был вызван на игры Лузофоны в составе Кабо-Верде до 20 лет. Стопира вместе с командой выступил отлично, даже превзойдя Португалию. Таким образом Кабо-Верде выиграла золотую медаль на играх, проводимых в Португалии. Эти хорошие выступления вызвали к нему интерес многих клубов, в основном португальских.
24 мая 2010 года Стопира принял участие в товарищеском матче в Ковильян с Португалией, которая готовилась к чемпионату мира в Южной Африке, сыграв весь матч, а Кабо-Верде сумела сыграть вничью 0:0.
В составе сборной был участником Кубка африканских наций 2015 года в Экваториальной Гвинее. На турнире сыграл во всех трёх матчах. Сборная Кабо-Верде завершила группу непобеждённой, с тремя ничьими (и разницей мячей 1:1), но не смогла преодолеть групповой этап, так как финишировала только на третьем месте в своей группе.
Был включён в состав сборной на Кубок африканских наций 2021.
Был включён в состав сборной на Кубок африканских наций 2023.

### Личная жизнь
В декабре 2019 года Стопира получил венгерское гражданство путём натурализации.

## Статистика
| Клуб              | Сезон            | Чемпионат | Чемпионат | Кубок | Кубок | Кубок лиги | Кубок лиги | Еврокубки | Еврокубки | Всего | Всего |
| Клуб              | Сезон            | Игры      | Голы      | Игры  | Голы  | Игры       | Голы       | Игры      | Голы      | Игры  | Голы  |
| ----------------- | ---------------- | --------- | --------- | ----- | ----- | ---------- | ---------- | --------- | --------- | ----- | ----- |
| Санта-Клара       | 2008/09          | 6         | 0         | 0     | 0     | 0          | 0          | 0         | 0         | 6     | 0     |
| Санта-Клара       | 2009/10          | 26        | 0         | 2     | 0     | 2          | 0          | 0         | 0         | 30    | 0     |
| Санта-Клара       | Всего            | 32        | 0         | 2     | 0     | 2          | 0          | 0         | 0         | 36    | 0     |
| Депортиво Фабриль | 2010/11          | 23        | 0         | 0     | 0     | 0          | 0          | 0         | 0         | 23    | 0     |
| Депортиво Фабриль | Всего            | 23        | 0         | 0     | 0     | 0          | 0          | 0         | 0         | 23    | 0     |
| Фейренсе          | 2011/12          | 15        | 0         | 1     | 0     | 2          | 0          | 0         | 0         | 18    | 0     |
| Фейренсе          | Всего            | 15        | 0         | 1     | 0     | 2          | 0          | 0         | 0         | 18    | 0     |
| МОЛ Фехервар      | 2012/13          | 9         | 0         | 3     | 0     | 3          | 0          | 8         | 0         | 23    | 0     |
| МОЛ Фехервар      | 2013/14          | 29        | 1         | 0     | 0     | 3          | 0          | 1         | 0         | 33    | 1     |
| МОЛ Фехервар      | 2014/15          | 25        | 1         | 4     | 0     | 0          | 0          | -         | -         | 29    | 1     |
| МОЛ Фехервар      | 2015/16          | 16        | 2         | 2     | 1     | -          | -          | -         | -         | 18    | 3     |
| МОЛ Фехервар      | 2016/17          | 24        | 5         | 3     | 0     | -          | -          | 5         | 0         | 32    | 5     |
| МОЛ Фехервар      | 2017/18          | 31        | 1         | 0     | 0     | -          | -          | 8         | 1         | 39    | 2     |
| МОЛ Фехервар      | 2018/19          | 28        | 3         | 6     | 0     | -          | -          | 14        | 1         | 48    | 4     |
| МОЛ Фехервар      | 2019/20          | 21        | 3         | 7     | 1     | -          | -          | 4         | 1         | 32    | 5     |
| МОЛ Фехервар      | 2020/21          | 31        | 3         | 5     | 2     | -          | -          | 4         | 0         | 40    | 5     |
| МОЛ Фехервар      | 2021/22          | 15        | 0         | 0     | 0     | -          | -          | 2         | 0         | 17    | 0     |
| МОЛ Фехервар      | Всего            | 229       | 19        | 30    | 4     | 6          | 0          | 46        | 3         | 312   | 26    |
| Всего за карьеру  | Всего за карьеру | 299       | 19        | 33    | 4     | 10         | 0          | 46        | 3         | 388   | 26    |